# Trigonophora crassicornis
Trigonophora crassicornis là một loài bướm đêm trong họ Noctuidae.